# Регистрационные знаки транспортных средств в Приднестровской Молдавской Республике
Автомобильные номера ПМР — номерные знаки, применяющиеся для регистрации автотранспорта на территории непризнанной Приднестровской Молдавской Республики.

## История

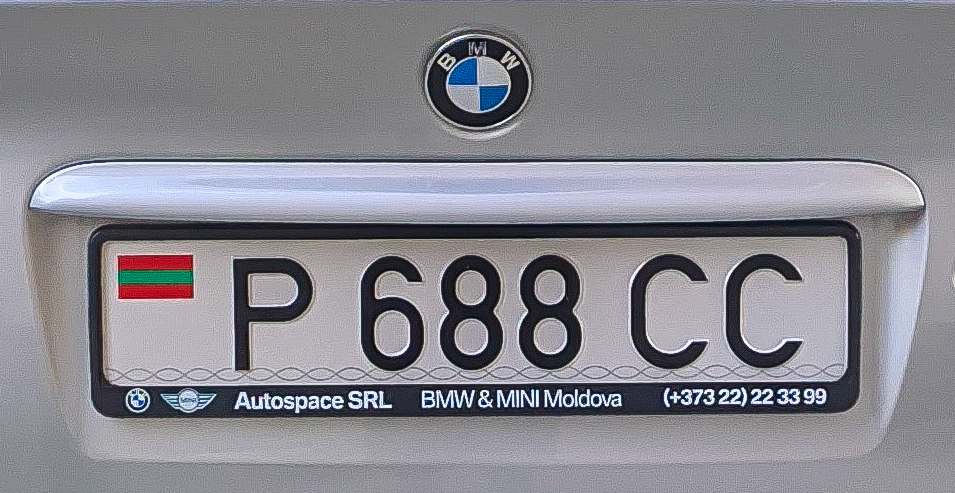

В 1990 году на левом берегу Днестра образована Приднестровская Молдавская ССР, позже преобразованная в Приднестровскую Молдавскую Республику. Данная республика не приняла новую молдавскую власть, а потому после введения в Молдове собственных регистрационных знаков, на территории ПМР продолжался выпуск номеров последнего советского стандарта, но собственных серий. Сначала выпускались номера серии МП, затем — МЕ. Позже была введена серия МВ, в качестве третьей буквы использовались только буквы кириллицы, схожие по начертанию с латинскими; для прицепов использовалась серия ПБ.
С середины 1990-х годов на территории ПМР начата выдача номерных знаков собственного образца, большинство из которых имеют следующий вид:
|  |

|  |

Номера 6-значные. Первая буква номера обозначает регион регистрации. Две буквы в конце — это серия. Фон номерных знаков белый. Надпись выполняется чёрным цветом.
Размер однорядных номерных знаков — 520×112 мм. На автомобилях обязательно наличие номерного знака как спереди, так и сзади. Слева, отделяющийся вертикальной чёрной линией, изображён флаг Приднестровья, и голограмма, на которой также напечатан регистрационный номер. С 2015 года на номерах ликвидирована голограмма и вертикальная чёрная линия.
Данные номера позволяют передвижение только по территории ПМР, а также по территории Молдовы, подконтрольной центральным властям. До 1 сентября 2021 года была возможность въезда на территорию Украины, после чего на это был введён запрет и предложено использование официальных молдавских либо «нейтральных» (см. описание ниже) автомобильных номеров. Также есть возможность использования транспортных средств с приднестровскими номерными знаками в России, Белоруссии, а также странах, признающие независимость ПМР — Абхазию и Южную Осетию. Но ввиду запрета со стороны Украины, возможность попадания транспортных средств с номерами ПМР в эти страны отсутствует. До 2014 года, хоть официально и не подтверждалось, но была возможность въезда в страны Евросоюза (за исключением Румынии).
С осени 2012 года в ПМР официально разрешены заказные номера, в том числе и индивидуальные. Номера приобретаются за дополнительную плату, которая варьируется в зависимости от вида заказанного номера. Полностью индивидуальные номерные знаки в ПМР являются «подменными» (то есть сначала автомобиль должен быть зарегистрирован обычными номерами) и не позволяют выезжать за пределы республики.

## Номера для международных перевозчиков
В марте 2013 года властями Молдовы и ПМР согласован новый вид номеров — нейтральный номер для приднестровских международных перевозчиков. Он имеет формат «АВ ЦЦ ЦЦЦ», где Ц — цифра, и не содержит какой-либо государственной символики.
Данный вид номеров начал выдаваться с 10 сентября 2018 года, однако формат номеров был изменён на «БББ ЦЦЦ». Существует также двухрядное исполнение номера, где буквы помещены в верхний ряд, а цифры — в нижний.

## Другие виды номеров
В июле 2015 года президентом Приднестровской Молдавской Республики были внесены изменения в закон о специальных номерных знаков транспортных средств.
| Изображение номерного знака                      | Описание |
| Прицепные номерные знаки                         | Прицепные номерные знаки |
| ------------------------------------------------ | --- |
|                                                  | Содержат чёрные символы на белом фоне в два ряда. В верхнем ряду — флаг, голограмма и две буквы серии, в нижнем ряду — буква кода места регистрации и три цифры. |
| Мотоциклетные номерные знаки                     | |
|                                                  | Содержат чёрные символы на белом фоне в два ряда. В верхнем ряду — флаг и две буквы серии, в нижнем ряду — три цифры. Первая буква в серии означает место регистрации. |
| Мопедные номерные знаки                          | |
|                                                  | Содержит букву кода места регистрации и три цифры, флаг ПМР и голограмма отсутствуют. |
| Тракторные номерные знаки                        | |
|                                                  | По внешнему виду полностью повторяют форму соответствующих номеров последнего советского стандарта, но количество цифр сокращено до трёх, первая буква обозначает регион регистрации. Данными номерами также регистрируются и тракторные прицепы. |
| Номерные знаки МВД                               | |
|                                                  | Содержит синие символы на белом фоне; формат — три буквы «МВД» и три цифры. До 2020 года выполнялись чёрными символами на синем фоне; формат — две буквы и три цифры. |
| Номерные знаки высшего руководства Приднестровья | |
|                                                  | Содержит три цифры и герб ПМР. |
| Номерные знаки госструктур (спецномера)          | |
|                                                  | Они пятизначные: три цифры и две буквы серии «СА» (служебный автомобиль). В феврале 2012 года было заявлено, что автомобили ведомств ПМР лишатся государственных номерных знаков. В марте президент ПМР подписал указ, призывающий владельцев специальных номеров сдать их в тридцатидневный срок, однако данный приказ не был исполнен, и автомобили с такими номерами можно встретить в ПМР по сей день. |
| Дипломатические номерные знаки                   | |
|                                                  | Выполняются тёмно-синими символами на белом фоне, формат номера: «CD ЦЦЦ ЦЦ», где Ц — цифра. Первые три цифры обозначают страну представительства (001 — Россия, 002 — Молдова, 003 — Украина), следующие две — порядковый номер (01 всегда принадлежит главе представительства). |
| Номерные знаки вооружённых сил ПМР               | |
|                                                  | Выполняются по образу и подобию советских военных номеров стандартов 1960-х годов и номеров на основе стандарта 1977 года, но в обычной цветовой гамме (чёрные символы на белом фоне). Наиболее часто встречающиеся серии — МО и РГ на номерах стандарта 1960-х годов, и серии СО и ПВ на номерах позднего советского образца.                                                                             |

## Коды регионов
| Код региона | Регион                  | Образец |
| ----------- | ----------------------- | ------- |
| А           | Бендеры                 |         |
| В           | Григориополь            |         |
| Е           | Дубоссары               |         |
| H           | Тирасполь только мопеды |         |
| К           | Каменка                 |         |
| Р           | Рыбница                 |         |
| С           | Слободзея               |         |
| T           | Тирасполь               |         |